# Filmografia di Charlie Chaplin

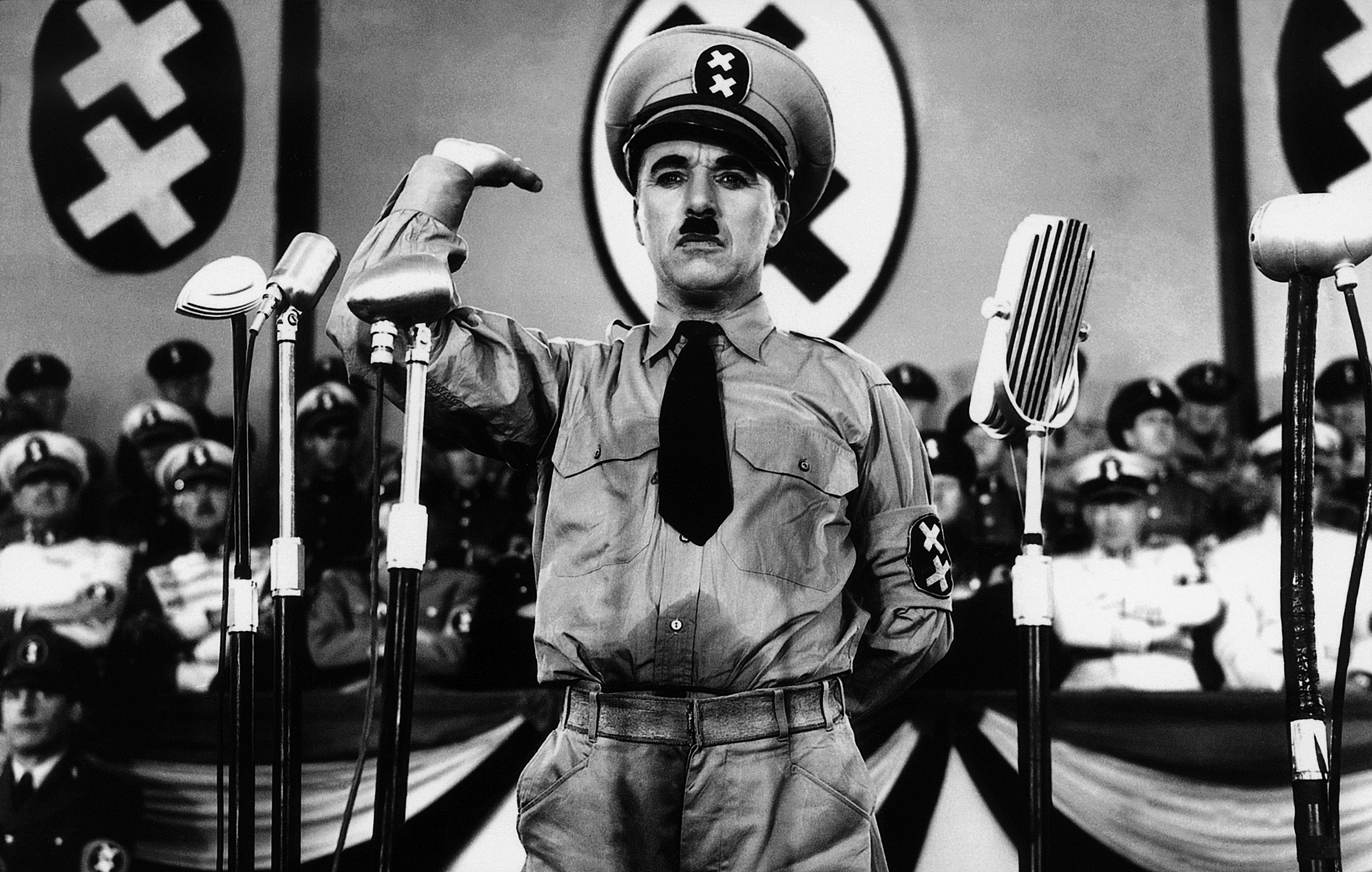
Charlie Chaplin ne Il grande dittatore (1940)

Di seguito sono riportati i film in cui Charlie Chaplin ha recitato e che ha diretto.

## Keystone

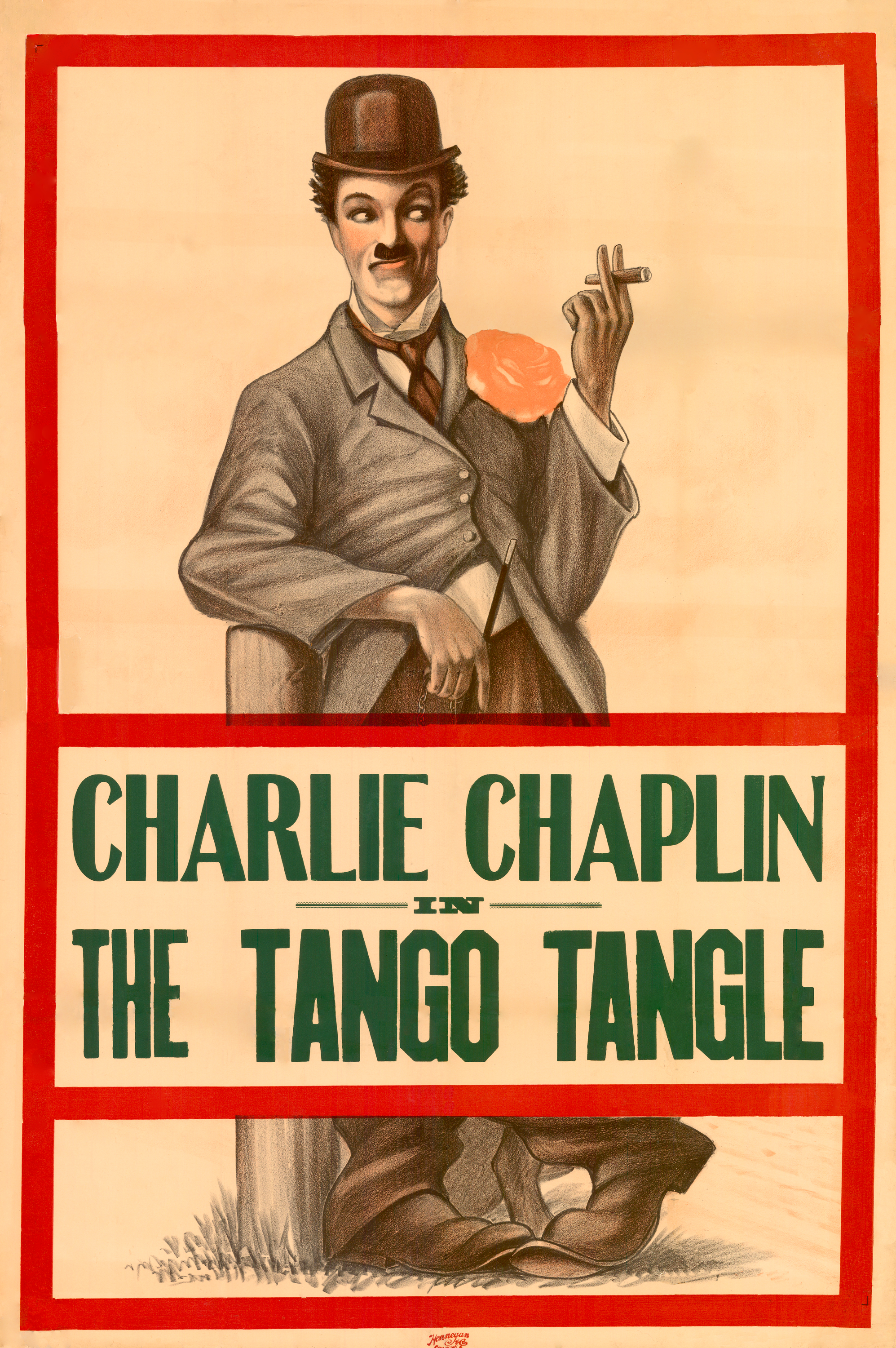
Chaplin in Charlot al ballo (1914)

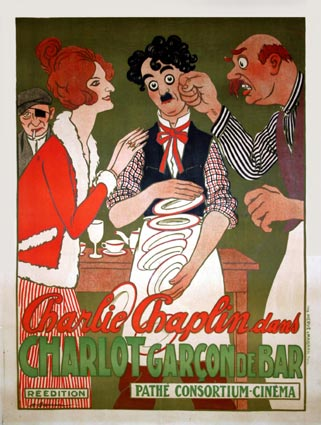
Chaplin in Charlot falso barone (1914)

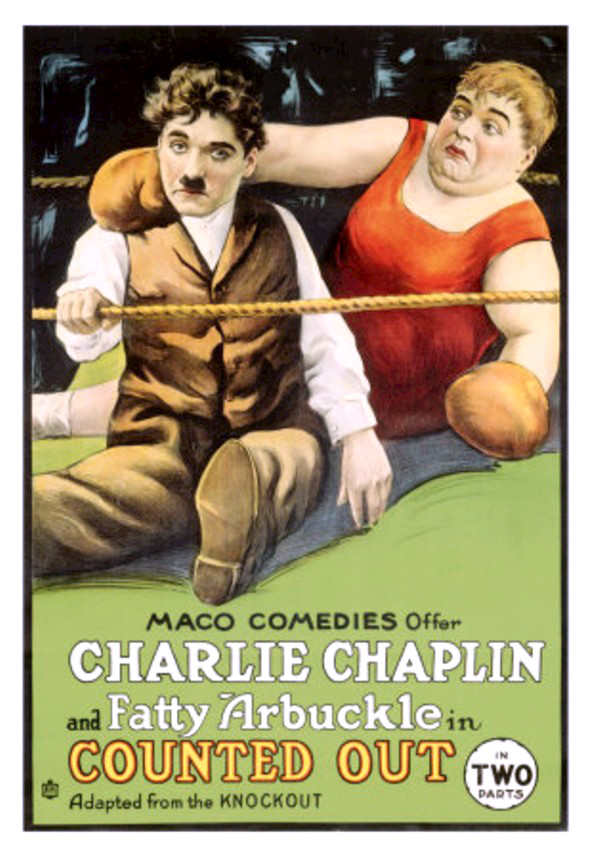
Charlot e la partita di boxe (1914)

- Charlot giornalista (Making a Living), regia di Henry Lehrman (1914)
- Charlot ingombrante (Kid Auto Races at Venice), regia di Henry Lehrman (1914) – primo film nei panni del personaggio del vagabondo

- Charlot all'hotel (Mabel's Strange Predicament), regia di Mabel Normand (1914)
- A Thief Catcher, regia di Ford Sterling (1914)
- L'ombrello di Charlot (Between Showers), regia di Henry Lehrman (1914)
- Charlot entra nel cinema (A Film Johnnie), regia di George Nichols (1914)
- Charlot al ballo (Tango Tangles), regia di Mack Sennett (1914)
- Charlot troppo galante (His Favorite Pastime), regia di George Nichols (1914)
- Charlot aristocratico (Cruel, Cruel Love), regia di George Nichols (1914)
- Charlot innamorato (The Star Boarder), regia di George Nichols (1914)
- Charlot e Mabel (Mabel at the Wheel), regia di Mabel Normand e Mack Sennett (1914)

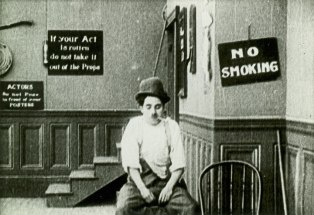
Chaplin in Charlot trovarobe (1914)

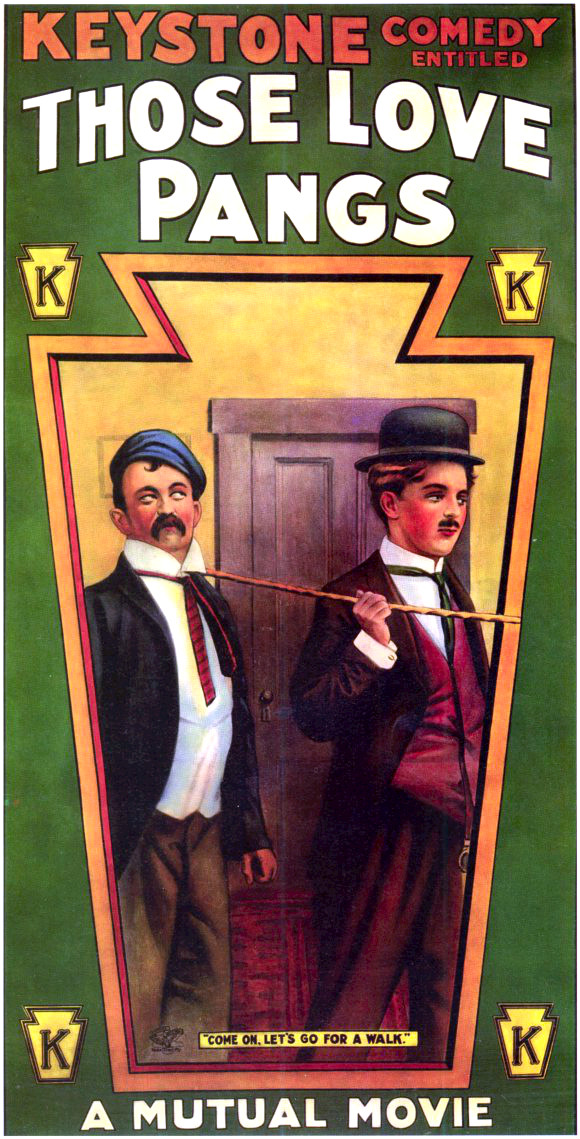
Chaplin in Giuseppe rivale di Charlot (1914)

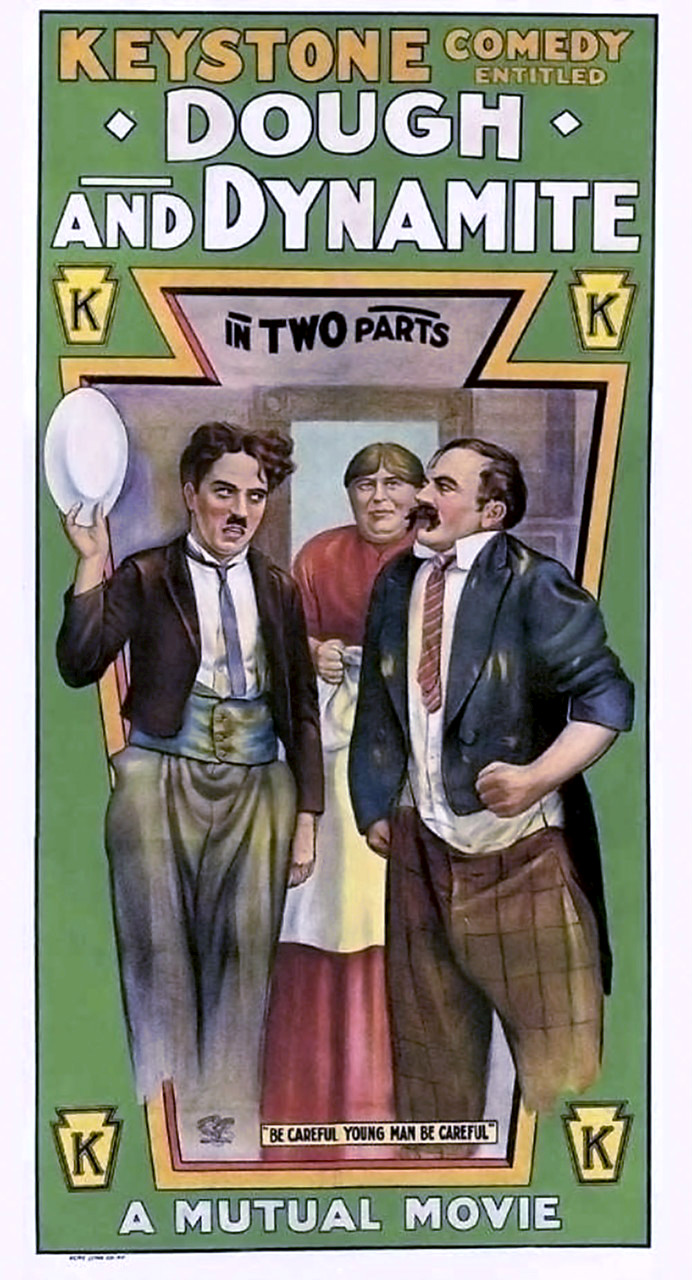
Chaplin in Charlot panettiere (1914)

- L'appuntamento di Charlot (Twenty Minutes of Love), co-regia di Joseph Maddern (1914)
- Charlot falso barone (Caught in a Cabaret), regia di Mabel Normand (1914)
- Charlot e la sonnambula (Caught in the Rain) (1914)
- Charlot cerca marito (A Busy Day), regia di Mack Sennett (1914)
- Il martello di Charlot (The Fatal Mallet), regia di Mack Sennett (1914)
- Her Friend the Bandit, regia di Mack Sennett (1914) – perduto
- Charlot e la partita di boxe (The Knockout), regia di Mack Sennett (1914)
- Mabel e Charlot venditori ambulanti (Mabel's Busy Day), regia di Mack Sennett (1914)
- Mabel si marita (Mabel's Married Life), regia di Mack Sennett (1914)
- Charlot dentista (Laughing Gas) (1914)
- Charlot trovarobe (The Property Man) (1914)
- Charlot pittore (The Face on the Bar Room Floor) (1914)
- Charlot in vacanza (Recreation) (1914)
- Charlot sulla scena (The Masquerader) (1914)
- Charlot in cerca di lavoro (His New Profession) (1914)
- Charlot si diverte (The Rounders), co-regia di Roscoe Arbuckle (1914)
- Il portinaio (The New Janitor) (1914)
- Giuseppe rivale di Charlot (Those Love Pangs) (1914)
- Charlot panettiere (Dough and Dynamite) (1914)
- Charlot alle corse (Gentlemen of Nerve) (1914)
- Il pianoforte di Charlot (His Musical Career) (1914)
- Charlot papà (His Trysting Place) (1914)
- Il fortunoso romanzo di Tillie (Tillie's Punctured Romance), regia di Mack Sennett (1914)
- Charlot ai giardini pubblici (Getting Acquainted) (1914)
- Il sogno di Charlot (His Prehistoric Past) (1914)

## Essanay

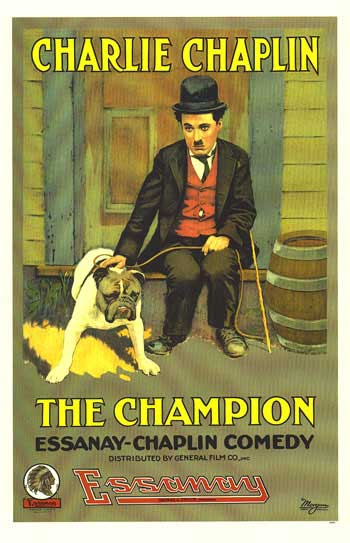
Charlot eroe del ring (1915)

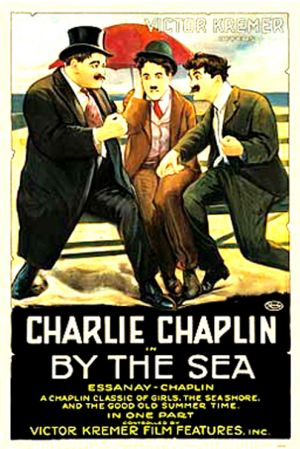
Charlot alla spiaggia (1915)

- Charlot principiante (His New Job) (1915)
- Le notti bianche di Charlot - Una sera fuori di casa - Charlot nottambulo (A Night Out) (1915)
- Charlot boxeur - Charlot eroe del ring (The Champion) (1915)
- Charlot nel parco (In the Park) - Charlot al parco (1915)
- Charlot prende moglie (A Jitney Elopement) (1915)
- Charlot vagabondo (The Tramp) (1915)
- Charlot alla spiaggia (By the Sea) (1915)
- Charlot apprendista (Work - The Paperhanger) (1915)
- His Regeneration, regia di Gilbert M. Anderson (1915)
- La signorina Charlot - Charlot signorina - Charlot dongiovanni (A Woman - The Perfect Lady - Charlie, the Perfect Lady) (1915)
- Charlot inserviente di banca - Charlot in banca (The Bank - Charlie at the Bank) (1915)
- Charlot marinaio (Shanghaied) (1915)
- Charlot a teatro (A Night in the Show - Charlie at the Show) (1915)
- Carmen - La parodia di Carmen (Carmen - Charlie Chaplin's Burlesque on Carmen) (1915)
- Charlot ladro (Police) (1916)
- Charlot nei guai - I mutamenti di Charlot - Charlot e le spie (Triple Trouble - Charlie's Triple Trouble) (1918) – montato con spezzoni inutilizzati di altri film

## Mutual

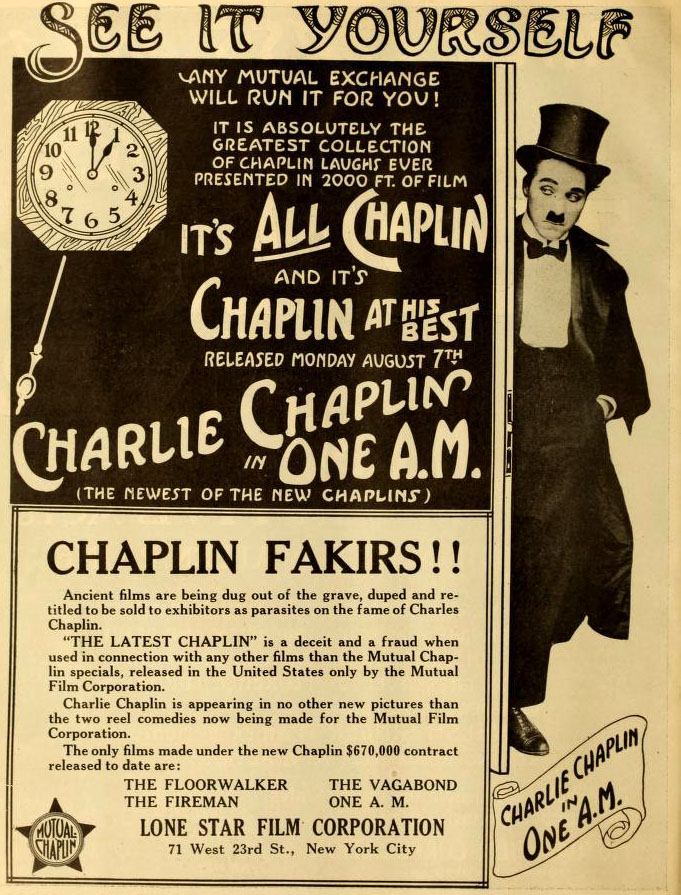
Charlot ubriaco (1916)

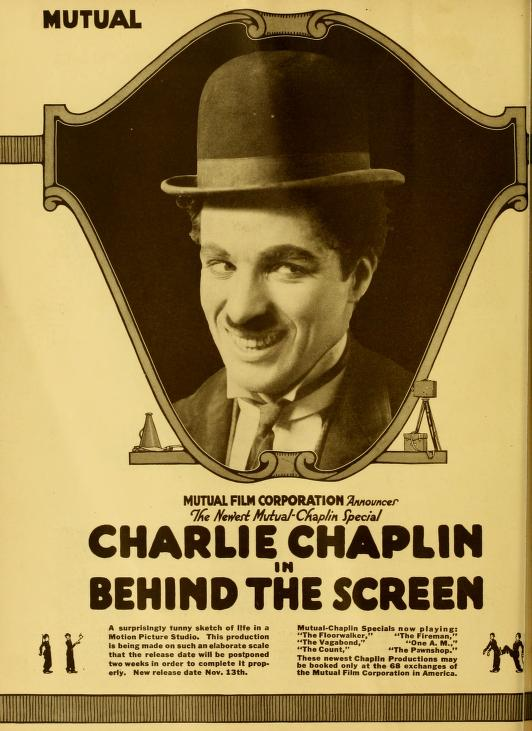
Charlot macchinista (1916)

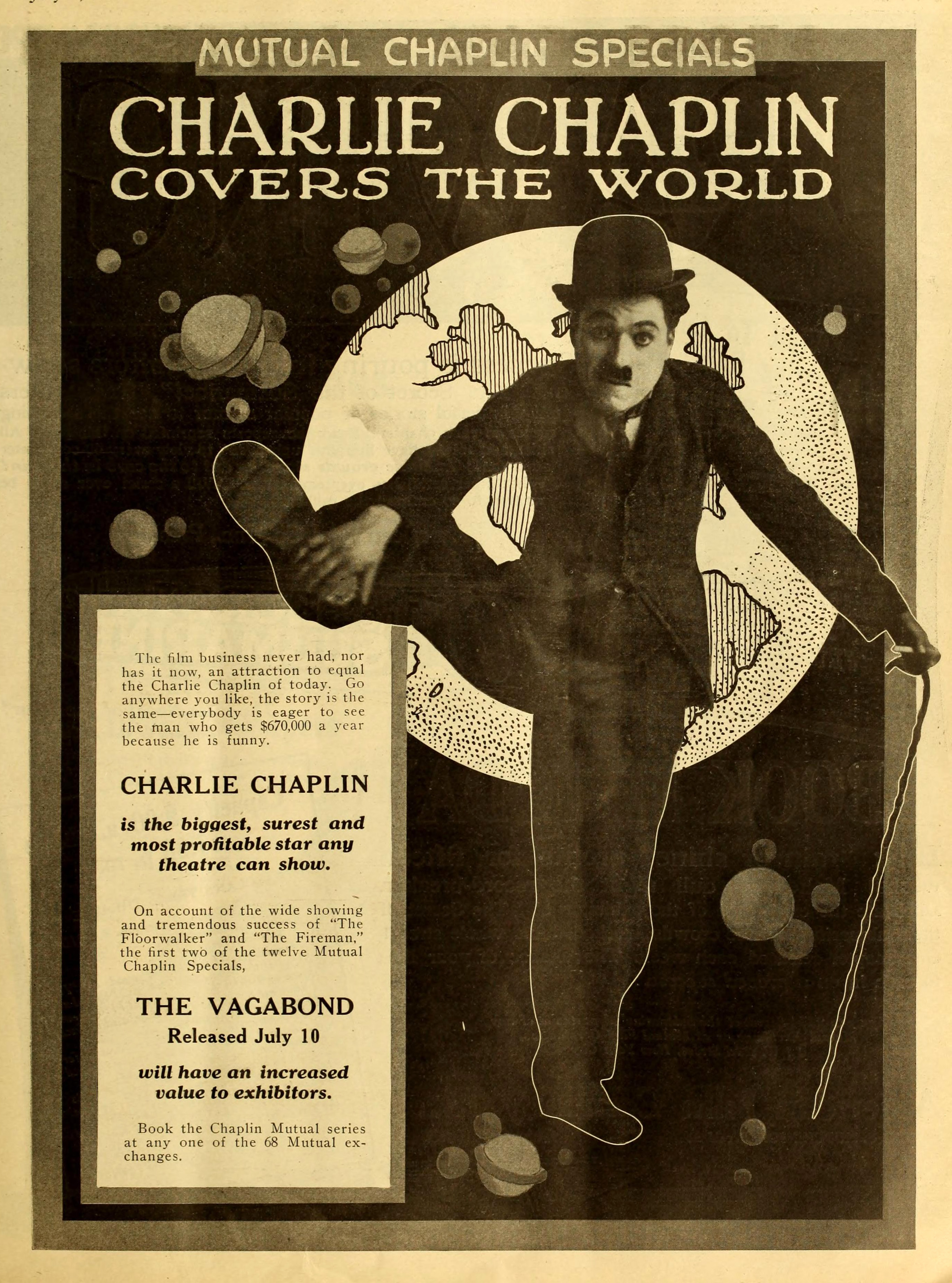
Poster de Il vagabondo (1916)

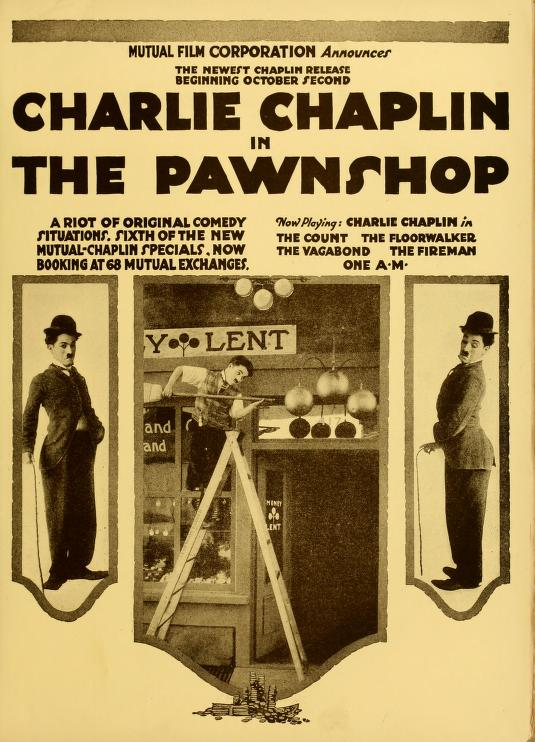
Charlot usuraio (1916)

- Charlot caporeparto - Charlot commesso (The Floorwalker) (1916)
- Charlot pompiere (The Fireman) (1916)
- Il vagabondo (The Vagabond) (1916)
- Charlot ubriaco - Charlot rientra tardi - Il nottambulo (One A.M.) (1916)
- Charlot conte - Il conte (The Count) (1916)
- Charlot usuraio - L'usuraio - L'astuto commesso - La bottega dell'usuraio (The Pawnshop) (1916)
- The Essanay-Chaplin Revue of 1916 (1916)
- Charlot macchinista - Charlot operatore (Behind the Screen) (1916)
- Charlot al pattinaggio - Pattinaggio - Charlot a rotelle - Accidenti alle rotelle - Charlot pattinatore (The Rink) (1916)
- La strada della paura (Easy Street) (1917)
- La cura miracolosa (The Cure) (1917)
- L'emigrante (The Immigrant) (1917)
- L'evaso (The Adventurer) (1917)

I dodici film realizzati da Chaplin per la Mutual sono poi stati riediti nel 1938 raccolti in tre lungometraggi, con nuove musiche ed effetti sonori: Charlie Chaplin Cavalcade contiene One A.M., The Rink, The Pawnshop e The Floorwalker; Charlie Chaplin Carnival contiene Behind the Screen, The Fireman, The Count e The Vagabond; Charlie Chaplin Festival contiene The Immigrant, The Adventurer, The Cure e Easy Street.

## First national
- Vita da cani (A Dog's Life) (1918)
- The Bond (1918)

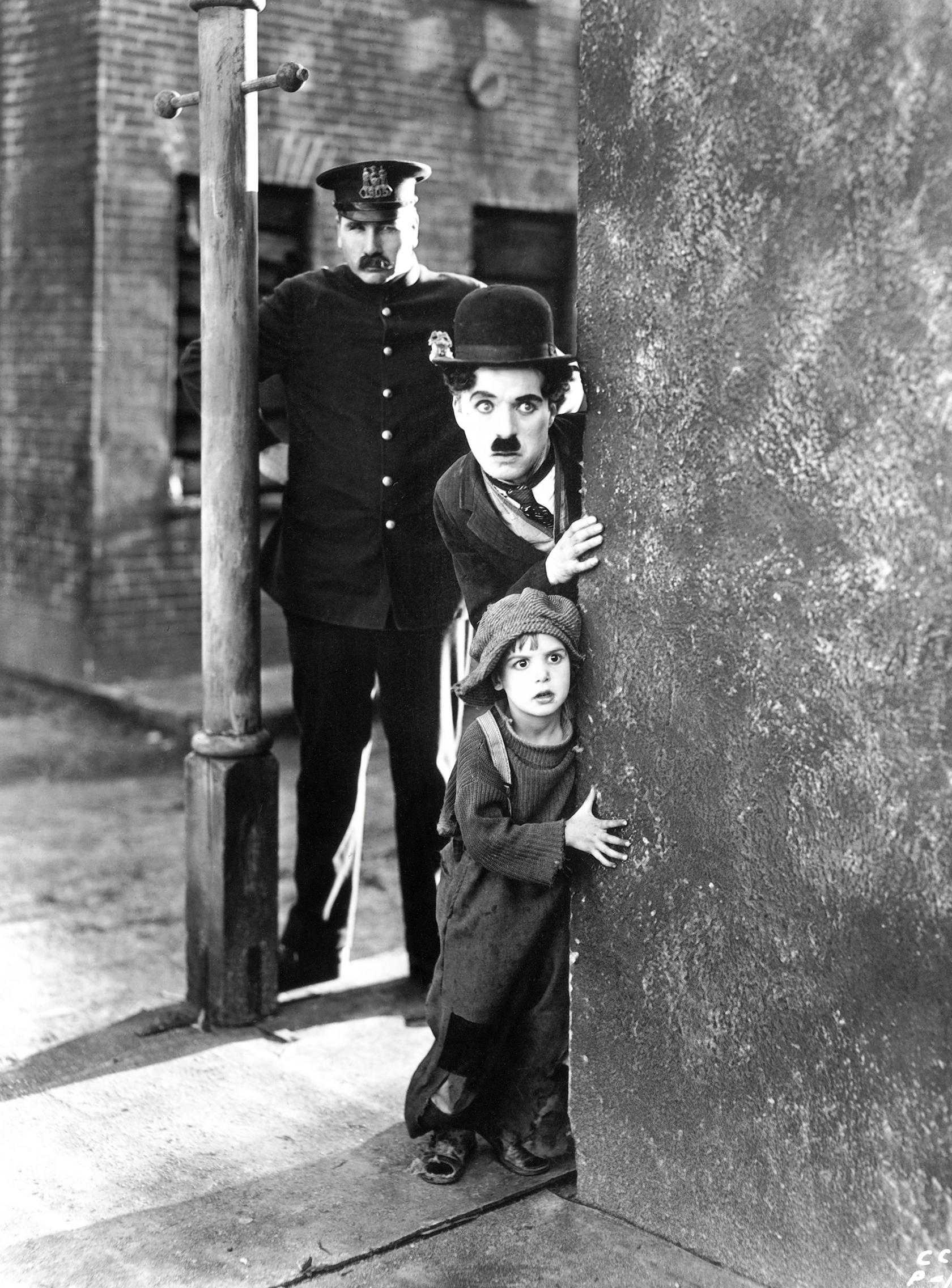
Chaplin e Jackie Coogan in Il monello (1921)

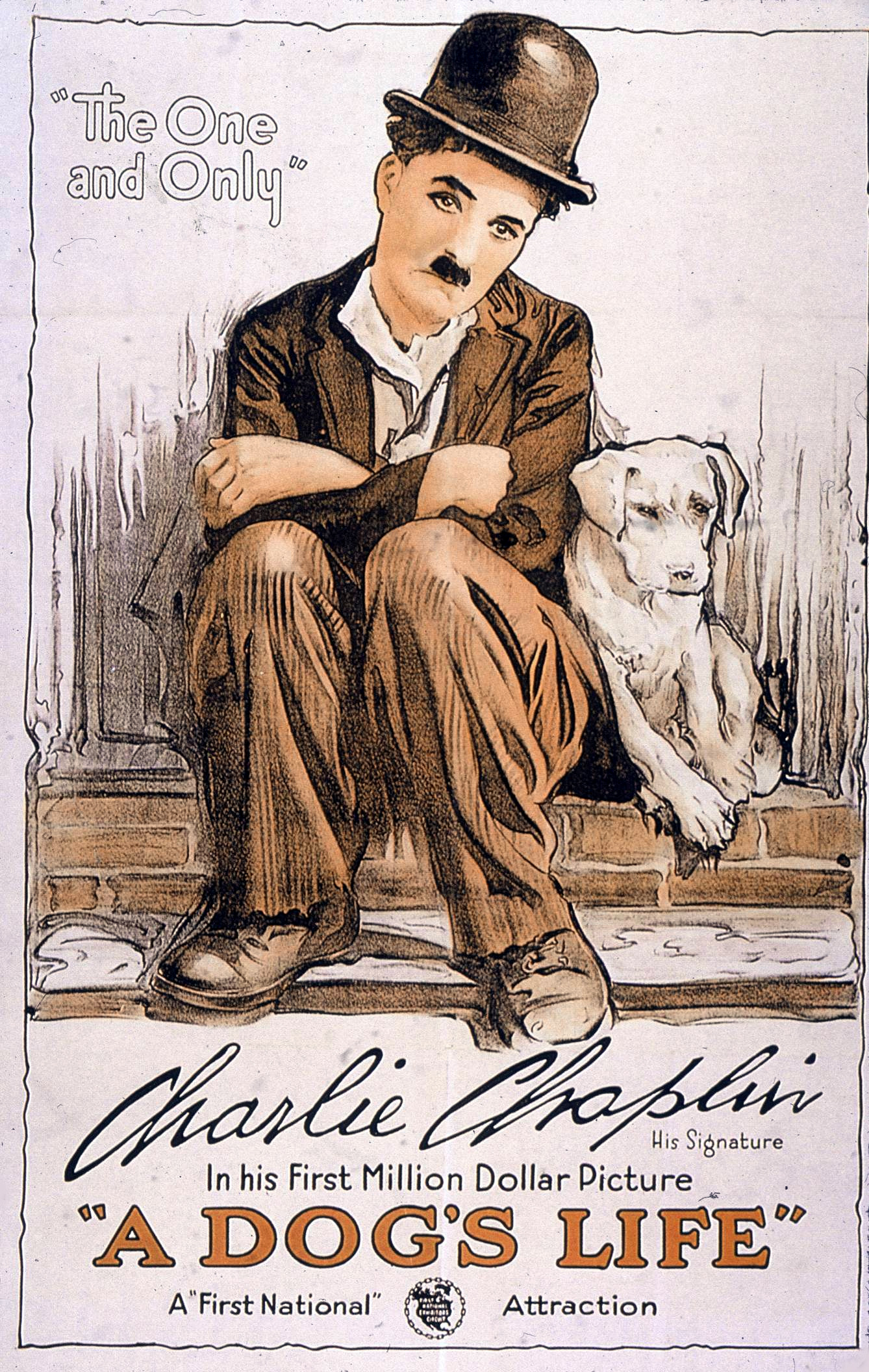
Chaplin in Vita da cani (1918)

- Charlot soldato (Shoulder Arms) (1918)
- Un idillio nei campi - Charlot in campagna (Sunnyside) (1919)
- Una giornata di vacanza - Una giornata di piacere - Giorno di festa (A Day's Pleasure) (1919)
- The Professor (1919) – incompleto
- Il Monello (The Kid) (1921)
- Come presi moglie (The Nut) (1921) – non accreditato
- Charlot e la maschera di ferro - Ricchi e vagabondi (The Idle Class) (1921)
- Giorno di paga (Pay Day) (1922)
- Hollywood (1923) – perduto
- Il pellegrino (The Pilgrim) (1923)

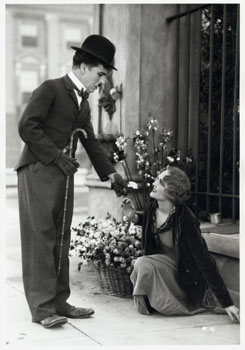
Una scena di Luci della città (1931)

## United Artists

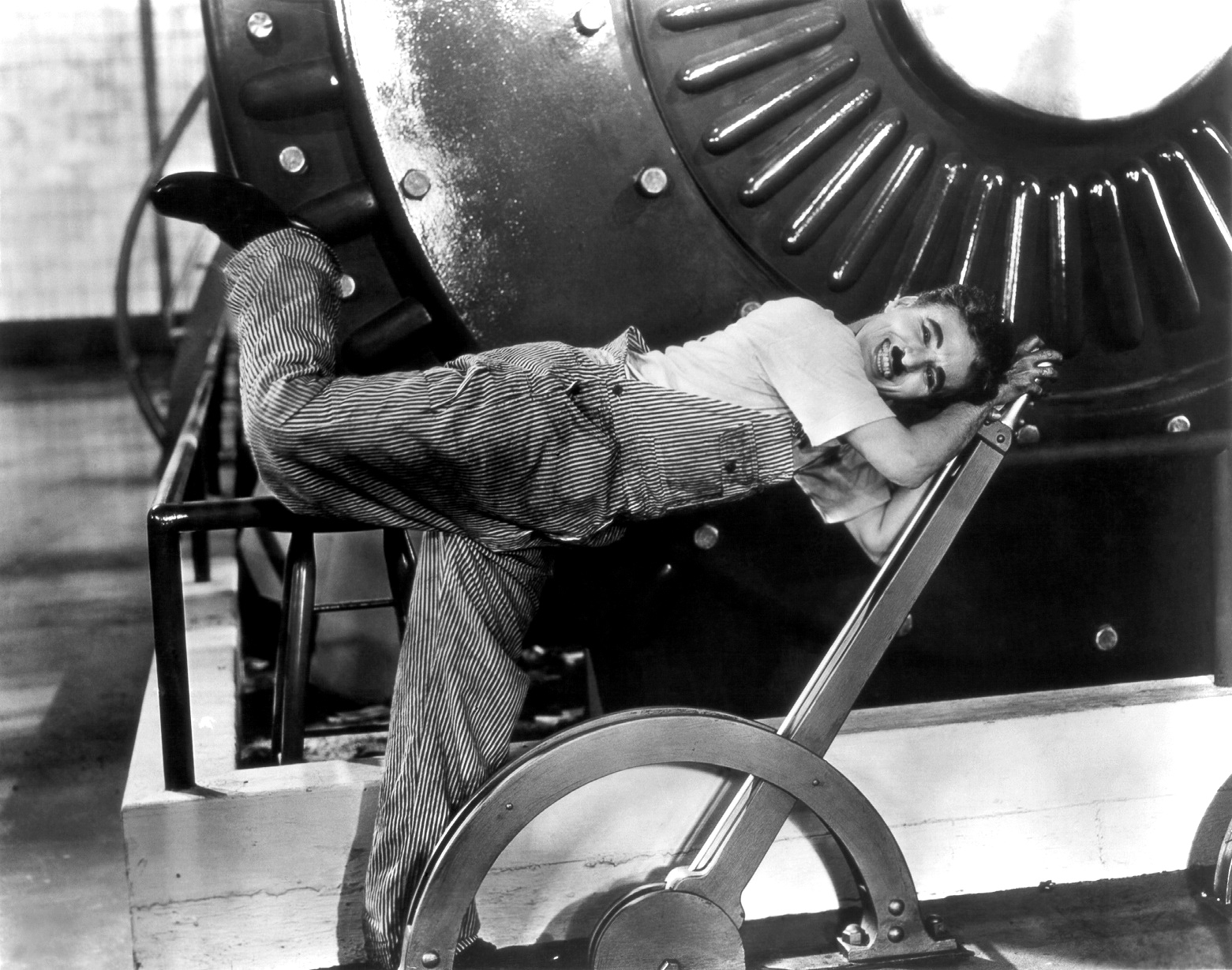
Charlie Chaplin in una scena di Tempi moderni (1936)

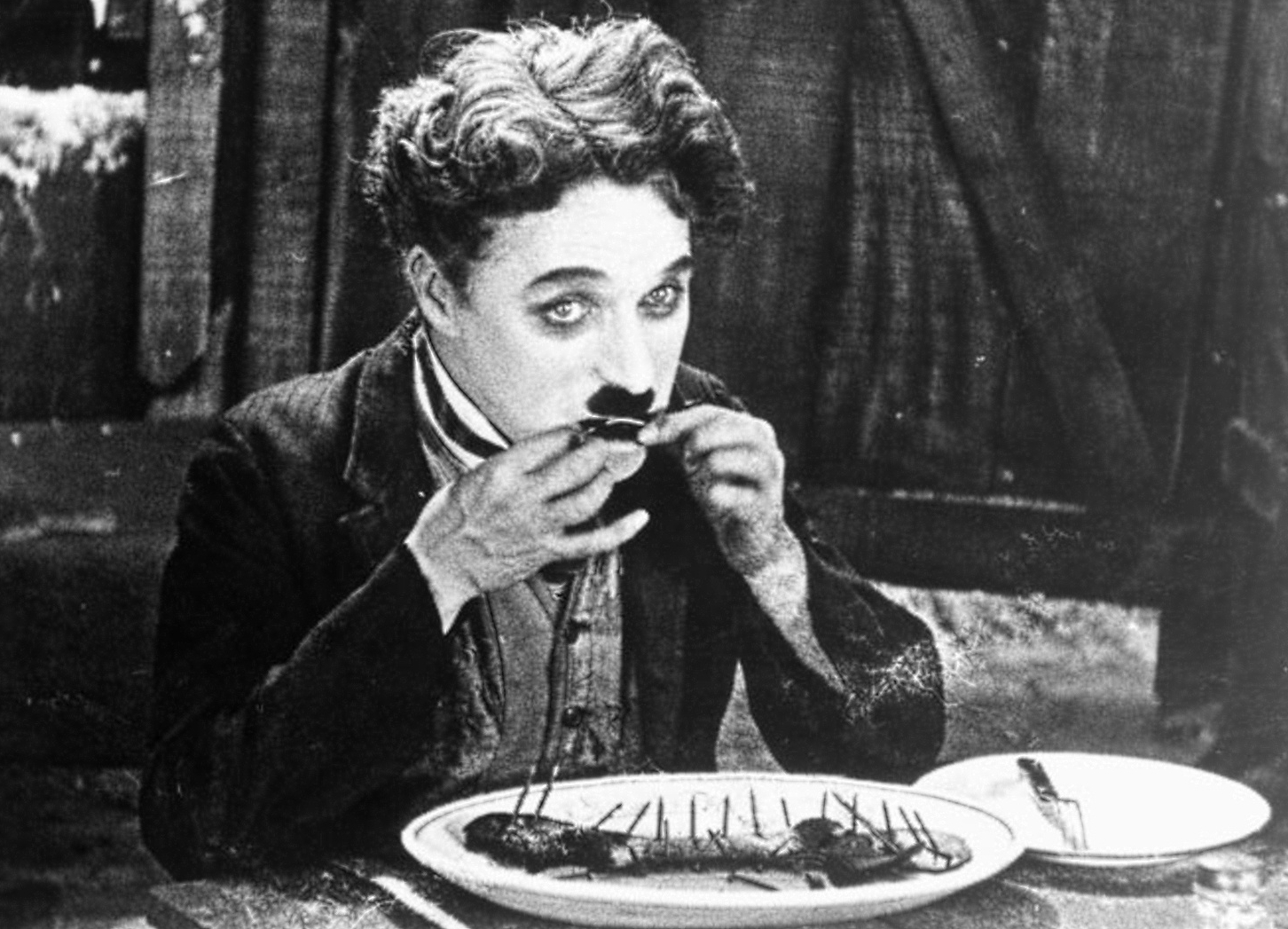
Chaplin mangia una scarpa per pranzo in La febbre dell'oro (1925)

- La donna di Parigi (A Woman of Paris - The Public Opinion) (1923)
- Souls For Sale (1923) – non accreditato
- La febbre dell'oro (The Gold Rush) (1925)
- Il circo (The Circus) (1928)
- Maschere di celluloide (Show People), regia di King Vidor (1928)
- Luci della città (City Lights) (1931)
- Tempi moderni (Modern Times) (1936)
- Il grande dittatore (The Great Dictator) (1940)
- Monsieur Verdoux (Monsieur Verdoux) (1947)
- Luci della ribalta (Limelight) (1952)

## Produzione britannica
- Un re a New York (A King in New York) (1957)
- La contessa di Hong Kong (A Countess from Hong Kong) (1967)

## Regista

### Keystone
- L'appuntamento di Charlot (Twenty Minutes of Love), co-regia di Joseph Maddern (1914)
- Charlot e la sonnambula (Caught in the Rain) (1914)
- Charlot dentista (Laughing Gas) (1914)
- Charlot trovarobe (The Property Man) (1914)
- Charlot pittore (The Face on the Bar Room Floor) (1914)
- Charlot in vacanza (Recreation) (1914)
- Charlot sulla scena (The Masquerader) (1914)
- Charlot in cerca di lavoro (His New Profession) (1914)
- Charlot si diverte (The Rounders), co-regia di Roscoe Arbuckle (1914)
- Il portinaio (The New Janitor) (1914)
- Giuseppe rivale di Charlot (Those Love Pangs) (1914)
- Charlot panettiere (Dough and Dynamite) (1914)
- Charlot alle corse (Gentlemen of Nerve) (1914)
- Il pianoforte di Charlot (His Musical Career) (1914)
- Charlot papà (His Trysting Place) (1914)
- Charlot ai giardini pubblici (Getting Acquainted) (1914)
- Il sogno di Charlot (His Prehistoric Past) (1914)

### Essanay

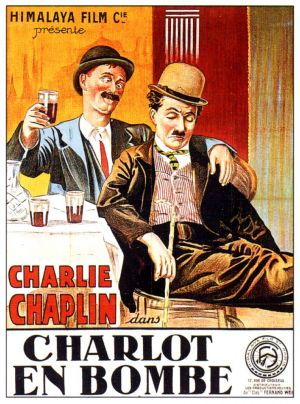
Le notti bianche di Charlot (1915)

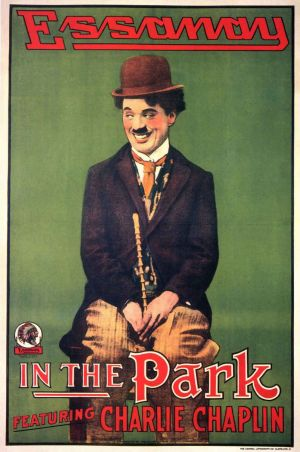
Charlot nel parco (1915)

- Charlot principiante - Il debutto di Charlot (His New Job) (1915)
- Le notti bianche di Charlot - Una sera fuori di casa - Charlot nottambulo (A Night Out) (1915)
- Charlot boxeur - Charlot eroe del ring (The Champion) (1915)
- Charlot nel parco - Charlot al parco (In the Park) (1915)
- Charlot prende moglie (A Jitney Elopement) (1915)
- Charlot vagabondo - Il vagabondo (The Tramp) (1915)
- Charlot alla spiaggia (By the Sea) (1915)
- Charlot apprendista (Work - The Paperhanger (1915)
- La signorina Charlot - Charlot signorina - Charlot dongiovanni (A Woman - The Perfect Lady - Charlie, the Perfect Lady) (1915)
- Charlot inserviente di banca - Charlot in banca (The Bank - Charlie at the Bank) (1915)
- Charlot marinaio (Shanghaied) (1915)
- Charlot a teatro (A Night in the Show - Charlie at the Show) (1915)
- Carmen - La parodia di Carmen - Charlot e Carmen (Carmen - Charlie Chaplin's Burlesque on Carmen - Burlesque on Carmen) (1915)
- Charlot ladro (Police) (1916)

### Mutual
- Charlot caporeparto - Charlot commesso (The Floorwalker) (1916)
- Charlot pompiere (The Fireman) (1916)
- Il vagabondo (The Vagabond) (1916)
- Charlot ubriaco - Charlot rientra tardi - Il nottambulo (One A.M.) (1916)
- Charlot conte - Il conte (The Count) (1916)
- Charlot usuraio - L'usuraio - L'astuto commesso - La bottega dell'usuraio (The Pawnshop) (1916)
- Charlot macchinista - Charlot operatore (Behind the Screen) (1916)
- Charlot al pattinaggio - Pattinaggio - Charlot a rotelle - Accidenti alle rotelle - Charlot pattinatore (The Rink) (1916)
- La strada della paura (Easy Street) (1917)
- La cura miracolosa (The Cure) (1917)
- L'emigrante (The Immigrant) (1917)
- L'evaso (The Adventurer) (1917)

### First National
- Vita da cani (A Dog's Life) (1918)
- The Bond (1918)
- Charlot soldato (Shoulder Arms) (1918)
- Un idillio nei campi - Vissi d'arte, vissi d'amore - Charlot campagnolo (Sunnyside) (1919)
- Una giornata di vacanza - Una giornata di piacere - Giorno di festa (A Day's Pleasure) (1919)
- Il monello (The Kid) (1921)
- Charlot e la maschera di ferro - Ricchi e vagabondi (The Idle Class) (1921)
- Giorno di paga (Pay Day) (1922)
- Il pellegrino (The Pilgrim) (1923)

### United Artists
- La donna di Parigi (A Woman of Paris - The Public Opinion) (1923)
- La febbre dell'oro (The Gold Rush) (1925)
- Il circo (The Circus) (1928)
- Luci della città (City Lights) (1931)
- Tempi moderni (Modern Times) (1936)
- Il grande dittatore (The Great Dictator) (1940)
- Monsieur Verdoux (Monsieur Verdoux) (1947)
- Luci della ribalta (Limelight) (1952)

### Produzione britannica
- Un re a New York (A King in New York) (1957)
- La contessa di Hong Kong (A Countess from Hong Kong) (1967)

## Sceneggiatore

### Keystone
- L'appuntamento di Charlot (Twenty Minutes of Love), co-regia di Joseph Maddern (1914)
- Charlot falso barone (Caught in a Cabaret), regia di Mabel Normand (1914)
- Charlot e la sonnambula (Caught in the Rain) (1914)
- Charlot cerca marito (A Busy Day), regia di Mack Sennett (1914)
- Her Friend the Bandit, regia di Mack Sennett (1914)
- Charlot e la partita di boxe (The Knockout), regia di Mack Sennett (1914)
- Mabel si marita (Mabel's Married Life), regia di Mack Sennett (1914)
- Charlot dentista (Laughing Gas) (1914)
- Charlot trovarobe (The Property Man) (1914)
- Charlot pittore (The Face on the Bar Room Floor) (1914)
- Charlot in vacanza (Recreation) (1914)
- Charlot sulla scena (The Masquerader) (1914)
- Charlot in cerca di lavoro (His New Profession) (1914)
- Charlot si diverte (The Rounders), co-regia di Roscoe Arbuckle (1914)
- Il portinaio (The New Janitor) (1914)
- Giuseppe rivale di Charlot (Those Love Pangs) (1914)
- Charlot panettiere (Dough and Dynamite) (1914)
- Charlot alle corse (Gentlemen of Nerve) (1914)
- Il pianoforte di Charlot (His Musical Career) (1914)
- Charlot papà (His Trysting Place) (1914)
- Charlot ai giardini pubblici (Getting Acquainted) (1914)
- Il sogno di Charlot (His Prehistoric Past) (1914)

### Essanay
- Charlot principiante - Il debutto di Charlot (His New Job) (1915)
- Le notti bianche di Charlot - Una sera fuori di casa - Charlot nottambulo (A Night Out) (1915)
- Charlot boxeur - Charlot eroe del ring (The Champion) (1915)
- Charlot nel parco - Charlot al parco (In the Park) (1915)
- Charlot prende moglie (A Jitney Elopement) (1915)
- Charlot vagabondo - Il vagabondo (The Tramp) (1915)
- Charlot alla spiaggia (By the Sea) (1915)
- Charlot apprendista (Work - The Paperhanger (1915)
- La signorina Charlot - Charlot signorina - Charlot dongiovanni (A Woman - The Perfect Lady - Charlie, the Perfect Lady) (1915)
- Charlot inserviente di banca - Charlot in banca (The Bank - Charlie at the Bank) (1915)
- Charlot marinaio (Shanghaied) (1915)
- Charlot a teatro (A Night in the Show - Charlie at the Show) (1915)
- Carmen - La parodia di Carmen (Carmen - Charlie Chaplin's Burlesque on Carmen) (1915)
- Charlot ladro (Police) (1916)

### Mutual
- Charlot caporeparto - Charlot commesso (The Floorwalker) (1916)
- Charlot pompiere (The Fireman) (1916)
- Il vagabondo (The Vagabond) (1916)
- Charlot ubriaco - Charlot rientra tardi - Il nottambulo (One A.M.) (1916)
- Charlot conte - Il conte (The Count) (1916)
- Charlot usuraio - L'usuraio - L'astuto commesso - La bottega dell'usuraio (The Pawnshop) (1916)
- Charlot macchinista - Charlot operatore (Behind the Screen) (1916)
- Charlot al pattinaggio - Pattinaggio - Charlot a rotelle - Accidenti alle rotelle - Charlot pattinatore (The Rink) (1916)
- La strada della paura (Easy Street) (1917)
- La cura miracolosa (The Cure) (1917)
- L'emigrante (The Immigrant) (1917)
- L'evaso (The Adventurer) (1917)

### First National
- Vita da cani (A Dog's Life) (1918)
- The Bond (1918)
- Charlot soldato (Shoulder Arms) (1918)
- Un idillio nei campi - Vissi d'arte, vissi d'amore - Charlot campagnolo (Sunnyside) (1919)
- Una giornata di vacanza - Una giornata di piacere - Giorno di festa (A Day's Pleasure) (1919)
- Il Monello (The Kid) (1921)
- Charlot e la maschera di ferro - Ricchi e vagabondi (The Idle Class) (1921)
- Giorno di paga (Pay Day) (1922)
- Il pellegrino (The Pilgrim) (1923)

### United Artists
- La donna di Parigi (A Woman of Paris - The Public Opinion) (1923)
- La febbre dell'oro (The Gold Rush) (1925)
- Il circo (The Circus) (1928)
- Luci della città (City Lights) (1931)
- Tempi moderni (Modern Times) (1936)
- Il grande dittatore (The Great Dictator) (1940)
- Monsieur Verdoux (Monsieur Verdoux) (1947)
- Luci della ribalta (Limelight) (1952)

### Produzione britannica
- Un re a New York (A king of New York) (1957)
- La contessa di Hong Kong (A Countess from Hong Kong) (1967)
- Charlot (Chaplin) (1992) – dal libro My Autobiography

## Produttore
- Charlot caporeparto - Charlot commesso (The Floorwalker) (1916)
- Charlot pompiere (The Fireman) (1916)
- Il vagabondo (The Vagabond) (1916)
- Charlot ubriaco - Charlot rientra tardi - Il nottambulo (One A.M.) (1916)
- Charlot conte - Il conte (The Count) (1916)
- Charlot usuraio - L'usuraio - L'astuto commesso - La bottega dell'usuraio (The Pawnshop) (1916)
- Charlot macchinista - Charlot operatore (Behind the Screen) (1916)
- Charlot al pattinaggio - Pattinaggio - Charlot a rotelle - Accidenti alle rotelle (The Rink) (1916)
- La strada della paura (Easy Street) (1917)
- La cura miracolosa (The Cure) (1917)
- L'emigrante (The Immigrant) (1917)
- L'evaso (The Adventurer) (1917)
- Vita da cani (A Dog's Life) (1918)
- The Bond (1918)
- Charlot soldato (Shoulder Arms) (1918)
- Un idillio nei campi - Vissi d'arte, vissi d'amore - Charlot campagnolo (Sunnyside) (1919)
- Una giornata di vacanza - Una giornata di piacere - Giorno di festa (A Day's Pleasure) (1919)
- Il Monello (The Kid) (1921)
- Charlot e la maschera di ferro - Ricchi e vagabondi (The Idle Class) (1921)
- Giorno di paga (Pay Day) (1922)
- Il pellegrino (The Pilgrim) (1923)
- La donna di Parigi (A Woman of Paris - The Public Opinion) (1923)
- La febbre dell'oro (The Gold Rush) (1925)
- A Woman of the Sea (1926)
- Il circo (The Circus) (1928)
- Luci della città (CityLights) (1931)
- Tempi moderni (Modern Times) (1936)
- Il grande dittatore (The Great Dictator) (1940)
- Monsieur Verdoux (Monsieur Verdoux) (1947)
- Luci della ribalta (Limelight) (1952)
- Un re a New York (A King in New York) (1957)

## Compositore
- Vita da cani (A Dog's Life) (1918)

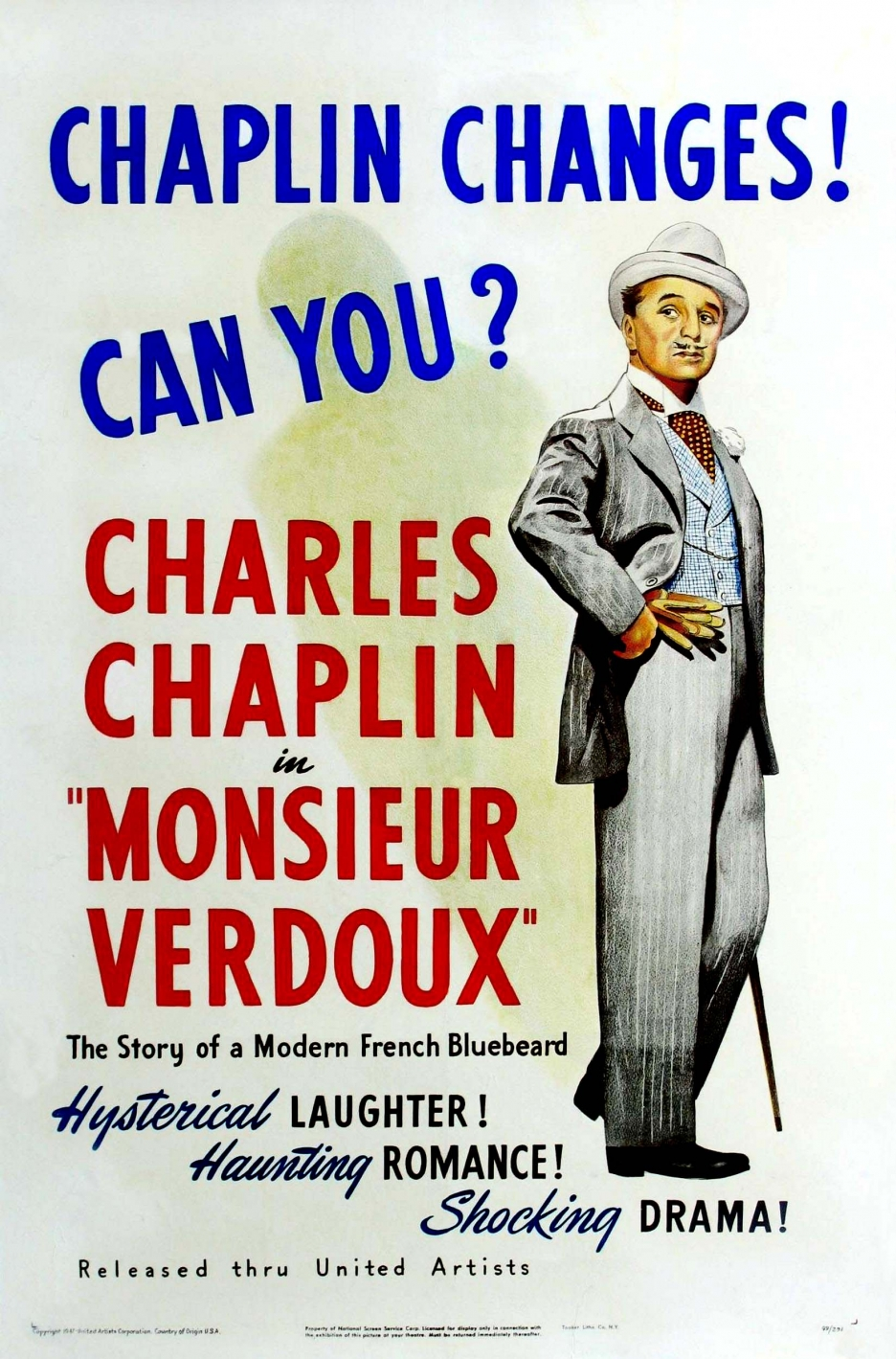
Monsieur Verdoux (1947)

- Charlot soldato (Shoulder Arms) (1918)
- Un idillio nei campi - Vissi d'arte, vissi d'amore - Charlot campagnolo (Sunnyside) (1919)
- Una giornata di vacanza - Una giornata di piacere - Giorno di festa (Day's Pleasure) (1919)
- Il Monello (The Kid) (1921)
- Charlot e la maschera di ferro - Ricchi e vagabondi (The Idle Class) (1921)
- Giorno di paga (Pay Day) (1922)
- La donna di Parigi (A Woman of Paris - The Public Opinion) (1923)
- La febbre dell'oro (The Gold Rush) (1925)
- Il circo (The Circus) (1928)
- Luci della città (City Lights) (1931)
- Tempi moderni (Modern Times) (1936)
- Il grande dittatore (The Great Dictator) (1940)
- Monsieur Verdoux (Monsieur Verdoux) (1947)
- Luci della ribalta (Limelight) (1952)
- Un re a New York (A King in New York) (1957)
- The Chaplin Revue (1959)
- La contessa di Hong Kong (1967)
- Smile (1975)
- The Gentleman Tramp (1975)
- Chapliniana – film TV (1987)

## Documentari dove appare Charlie Chaplin
- Chaplin sconosciuto (Unknown Chaplin) (1982)
- The Casting Couch, regia di John Sealey (1995)